# Matane Air Services
Matane Air Services (MAS) était une compagnie aérienne québécoise fondée en 1947 par Elspeth Russell et Gérard « Gerry » Burnett, anciens pilotes de la Seconde Guerre mondiale. Basée à Matane, la compagnie commence ses opérations en 1948 et joue un rôle clé dans le développement des liaisons aériennes dans l'est du Québec, facilitant le transport des travailleurs vers les régions forestières de la Côte-Nord et offrant des services de taxi aérien et de formation en pilotage. À son apogée, elle desservait des destinations importantes comme le chantier du barrage de Manic-5 en 1961. Après 18 années de service sans incident majeur, Matane Air Services est acquise par Québecair en 1965, mettant fin à ses opérations indépendantes. En reconnaissance de leur contribution à l’aviation québécoise, Elspeth Russell et Gerry Burnett ont été intronisés au Panthéon de l'Air et de l'Espace du Québec, respectivement en 2002 et 2020,. 
Aujourd'hui, une entreprise portant le même nom et utilisant le même logo offre des services de formation en pilotage et des vols nolisés,.

## Histoire
Matane Air Services est fondée en 1948 par Gérard « Gerry » Burnett et son épouse, Elspeth Russell, tous deux pilotes ayant servi durant la Seconde Guerre mondiale. La compagnie commence ses activités en 1948 avec un Stinson 108 immatriculé CF-EDJ, bientôt suivi d'un Piper PA-12 (CF-FII) et d'un Cessna Crane T-50, qui permet de traverser le fleuve Saint-Laurent pour répondre aux besoins de transport régional. 
Le premier employé, Gratien « Dédé » Sirois, est ingénieur et contribue au maintien des appareils, un aspect que Burnett considère essentiel.
Au début des années 1950, Matane Air Services élargit sa flotte avec l'acquisition d'un Dragon Rapide capable de transporter sept passagers et de plusieurs Cessna Crane supplémentaires. 
En 1953, l'entreprise intègre son premier Lockheed 10 (CF-HED), puis trois autres en 1955, dont le CF-TCC, un appareil ayant appartenu à Trans-Canada Air Lines.
En 1956, la compagnie transporte plus de 20 000 passagers au cours de l'année.
En 1958, Matane Air Services continue son expansion en ajoutant son premier DC-3 (CF-TDO) à la flotte. En 1961, l'entreprise emploie 17 personnes et transporte environ 26 000 passagers par an. À partir de 1962, avec l'instauration du service de traversier entre Matane et la Côte-Nord, les activités de la compagnie diminuent. Parallèlement, Air Rimouski, sous la direction de son propriétaire Jules-A. Brillant, connaît une expansion rapide, profitant des contacts politiques de Brillant pour augmenter sa part de marché aux dépens de MAS. 
En 1965, face à cette compétition croissante, Gerry Burnett vend la compagnie à Québecair, marquant ainsi la fin des opérations indépendantes de Matane Air Services,. Au cours de ses 18 années de service, la compagnie a transporté environ 250 000 passagers.
Matane Air Services et ses propriétaires, Elspeth Russell et Gérard « Gerry » Burnett, restent associés à l'histoire de l'aviation dans la région de Matane. Tous deux ont été intronisés au Panthéon de l’Air et de l’Espace du Québec en reconnaissance de leur contribution, Elspeth à titre posthume en 2002 et Gerry Burnett en 2020,.

## Destinations
En 1952, Matane Air Services commence à desservir cinq villes forestières de la Côte-Nord avec des liaisons régulières, répondant aux besoins croissants des travailleurs de cette région en pleine expansion. En 1956, la compagnie étend ses destinations pour inclure le Lac-Ste-Anne, suivi de Baie-Comeau en 1957.
En 1961, Matane Air Services assure des vols réguliers entre Matane et le chantier du barrage de Manic-5, transportant des travailleurs et soutenant les opérations de récupération du bois sur le site de construction.

## Flotte
| Modèle                           | Image | Nombre | Années                                          | Numéro de série                    | Immatriculation                              | Réf |
| -------------------------------- | ----- | ------ | ----------------------------------------------- | ---------------------------------- | -------------------------------------------- | --- |
| Stinson 108                      |       | 1      | 1948-                                           | 108-2929                           | CF-EDJ                                       | ,   |
| Piper PA-12 Super Cruiser        |       | 1      | 1948-                                           | 12-3162                            | CF-FII                                       | ,   |
| Cessna Crane                     |       | 6      | - 1951-1953 - 1952-1956 - 1948-1950 - 1948-1964 | - 1685 - 2230 - 1597 - 2449 - 1355 | - CF-BNZ - CF-DAC - CF-DBA - CF-EIJ - CF-FGF | ,   |
| De Havilland DH-89 Dragon Rapide |       | 1      | 1951-1953                                       | 6928                               | CF-DIM                                       | ,   |
| Lockheed L-10 Electra            |       | 4      | - 1956-1963 - 1956-1964 - 1950-1965 - 1953-     | - 1040 - 1059 - 1116 - 1064        | - CF-BXQ - CF-BYV - CF-TCC - CF-HED          | ,   |
| Douglas DC-3                     |       | 3      | - 1961-1965 - 1959-1963 - 1961-1965             | - 12042 - 12026 - 12093            | - CF-TDR - CF-TDO - CF-TDT                   | ,   |

## Accidents et incidents
La compagnie a transporté près de 250 000 passagers durant ses 18 années d'activité sans incident de majeur, à l'exception d'un incendie ayant détruit un De Havilland DH-89 Dragon Rapide,.